# Fire and Ice (album de Yngwie Malmsteen)
Pour les articles homonymes, voir Fire and Ice (homonymie).
Albums de Yngwie Malmsteen
Eclipse (album d'Yngwie Malmsteen)
(1990) The Seventh Sign
(1994)
Fire & Ice est le sixième album studio d'Yngwie Malmsteen, sorti en février 1992. C'est aussi le seul publié sur le label Elektra. Ce disque contient le plus large spectre musical de toute sa discographie, tantôt pop, hard rock, hard blues, néoclassique, épique, il en vendra 100 000 au Japon dès la première semaine de sa sortie[réf. nécessaire]. Il voit aussi l'arrivée d'un orchestre classique (une première dans un disque d'Yngwie) sur les titres No Mercy (où il adapte la Badinerie de Jean-Sébastien Bach), Final Curtain et Cry No More.

## Titres
| No  | Titre                     | Paroles                | Musique          | Durée |
| --- | ------------------------- | ---------------------- | ---------------- | ----- |
| 1.  | Perpetual                 | (instrumental)         | Yngwie Malmsteen | 4:14  |
| 2.  | Dragonfly                 | Malmsteen, Göran Edman | Malmsteen        | 4:49  |
| 3.  | Teaser                    | Malmsteen              | Malmsteen, Edman | 3:29  |
| 4.  | How Many Miles to Babylon | Malmsteen              | Malmsteen, Edman | 6:10  |
| 5.  | Cry No More               | Malmsteen              | Malmsteen, Edman | 5:17  |
| 6.  | No Mercy                  | Malmsteen              | Malmsteen        | 5:32  |
| 7.  | C'est La Vie              | Malmsteen              | Malmsteen, Edman | 5:19  |
| 8.  | Leviathan                 | (instrumental)         | Malmsteen        | 4:24  |
| 9.  | Fire and Ice              | Malmsteen              | Malmsteen, Edman | 4:31  |
| 10. | Forever Is a Long Time    | Malmsteen              | Malmsteen, Edman | 4:28  |
| 11. | I'm My Own Enemy          | Malmsteen              | Edman            | 6:09  |
| 12. | All I Want Is Everything  | Malmsteen              | Malmsteen        | 4:02  |
| 13. | Golden Dawn               | (instrumental)         | Malmsteen        | 1:28  |
| 14. | Final Curtain             | Malmsteen              | Malmsteen        | 4:46  |

| 15. | Broken Glass | Malmsteen | Malmsteen | 4:02 |

## Musiciens
- Yngwie Malmsteen : guitare, basse
- Göran Edman : chant
- Mats Olausson : claviers
- Svante Henryson : basse, contrebasse
- Bo Werner : batterie
- Michael Von Knorring : batterie sur Leviathan

## Autour de l'album
- Trois singles furent édités : Teaser, Dragonfly et No Mercy. Les deux premiers ont été filmés en clip.
- Cet album devait être le premier de six financés par Elektra mais le contrat liant l'artiste au label fut cassé en 1992, faute de bons résultats, hormis au Japon.

## Charts
| Year | Chart         | Position |
| ---- | ------------- | -------- |
| 1992 | Billboard 200 | 121      |